# Byrynszy liga
Byrynszy liga, Kazachska 1 Liga (kaz. Қазақстан бірінші лигасы) – liga będąca drugim poziomem rozgrywek piłkarskich w Kazachstanie. Organizowana jest od 1992 roku przez Kazachski Związek Piłki Nożnej. Rozgrywana jest systemem wiosna - jesień. Najlepsze drużyny awansują do Priemjer-Ligi.

## Byrynszy liga w sezonie 2025
| Uczestnicy poprzedniej edycji                                                                                 | Uczestnicy poprzedniej edycji | Uczestnicy poprzedniej edycji | Uczestnicy poprzedniej edycji |
| --- | ----------------------------- | ----------------------------- | ----------------------------- |
| KAS | Kaspij Aktau                  | 3                             |                               |
| KAJ | Kajrat-Żastar                 | 4                             |                               |
| KHA | FK Khan-Tengri                | 5                             |                               |
| EKI | FK Ekibastuz                  | 6                             |                               |
| ŻET | FK Żetysaj                    | 7                             |                               |
| TAR | FK Taraz                      | 8                             |                               |
| AŁT | Ałtaj Öskemen                 | 9                             |                               |
| FAM | SD Family Astana              | 10                            |                               |
| AKŻ | Akżajyk Orał                  | 11                            |                               |
| KA2 | Kajsar Kyzyłorda B            | 12                            |                               |
| JAS | Jassy Turkiestan              | 13                            |                               |
| AKT | Aktöbe FK B                   | 14                            |                               |
| Spadek z Priemjer Ligasy 2024                                                                                 |                               |                               |                               |
| SZK | Szachtior Karaganda           | 13                            |                               |
| Awans z Jekynszy liga 2024                                                                                    |                               |                               |                               |
| Konferencja Północno Zachodnia                                                                                |                               |                               |                               |
| JER | Irtysz Pawłodar               | 1                             |                               |
| Konferencja Południowo Wschodnia                                                                              |                               |                               |                               |
| AKA | AKAS Ałmaty                   | 1                             |                               |
| Oznaczenia: - kolumna pierwsza – skróty nazw drużyn, - kolumna trzecia – miejsce zajęte w poprzednim sezonie. |                               |                               |                               |